# Biagio Cusano
Biagio Cusano (Vitulano, ... – Napoli, 11 gennaio 1683) è stato un poeta italiano.
Non si conosce la sua data esatta di nascita. Vicino al marinismo, è anche noto per essere stato lo zio di Gennaro Cusano e il prozio di Marcello Papiniano Cusani.
Era originario di Vitulano, nel Principato Ultra. Ebbe anche, succedendo a Giuseppe Pulcarelli (che era passato a diritto civile in seguito alla morte nel 1673 di Giulio Capone), la "Cattedra primaria de' Canoni della mattina" (diritto canonico). Morì, a quanto pare, di apoplessia nel 1683 ("Morì di apoplesia nel 1683, nel mentre la mattina andava per fare lezioni"), a meno che non si intendesse con "apoplesia" una malattia diversa. Scrisse molte opere, sia pubblicate che rimaste inedite.

## Opere
Tra le opere pubblicate si annoverano:
- Biagio Cusano, L'Armonia, Napoli, Ottavio Beltrano, 1636.
- Biagio Cusano, De' caratteri de' eroi, Napoli, Eredi di Ruberto Mollo, 1661.
- Biagio Cusano, Li dolori consulati della sirena, che contengono l'universal cordoglio di Napoli, e del Regno per la morte del cattolico Filippo IV, e La consolazione universale per l'incoronazione del degnissimo figliuolo Carlo II, Napoli, Francesco Pace, 1665.
- Biagio Cusano, Le poesie sagre, Napoli, Giacinto Passaro, 1672.
- Biagio Cusano, De Evictionibus.[5][8]